# Systaltocerus
Systaltocerus är ett släkte av skalbaggar. Systaltocerus ingår i familjen plattnosbaggar.
Kladogram enligt Catalogue of Life:
| Systaltocerus | \| \| Systaltocerus platyrhinus \| \| \| \| |
|               | \| \| Systaltocerus platyrhinus \| \| \| \| |
|               | Systaltocerus platyrhinus                   |
|               |                                             |